# Orbán István (festő)
Orbán István (Kolozsvár, 1953. január 15. – Kolozsvár, 2016. április 4.) romániai magyar képzőművész.

## Életpályája
Egykori rajztanára, Váczy Margit figyelt fel tehetségére, és irányította művészi útját. A kolozsvári főiskolai évek alatt Teodor Botiș, Gedeon Zoltán és Vremir Mircea hatottak rá. Tanárként kezdte pályafutását, és néhány évnyi kihagyás után tanárként is fejezte be. 2000-től a kolozsvári Báthory István Elméleti Líceumban tanított. 2006 és 2014 között 24 képzőművészeti cikket közölt a Művelődésben.
Felesége Orbán Balaskó Erzsébet, Balaskó Nándor leánya.

## Kiállítások

### Egyéni
- 1970–1972. Kolozsvár, Brassai-hét, könyvtárterem
- 1980. február, Kolozsvár, Győzelem-klub, Pictura-poesis
- 2000. január, Kolozsvár, Korunk Galéria, Graphic-poesis
- 2001. április, Kolozsvár, Báthory Gimnázium díszterme
- 2001. augusztus, Érszalacs, Művelődési Otthon
- 2001/2002. Tállya (Tokaj-hegyalja), Mailloth-kastély
- 2003. augusztus, Olaszfalu, Bakony–Balaton Múzeum
- 2004. június, Kolozsvár, Korunk Galéria, fekete-fehér
- 2004. november, Budapest, grafikák
- 2005. szeptember, Szilágysomlyó, református gyülekezeti terem
- 2006. december, Torda, IKE Galéria
- 2007. október, Kolozsvár, Hidelvei református gyülekezeti terem
- 2008. május, Kolozsvár, Barabás Miklós Céh Galériája
- 2011. április, Kolozsvár, Klubgaléria

### Csoportos
- 1968–1970. Országos és nemzetközi diákkiállítások
- 1972–1975. Főiskolás kiállítások
- 1975. Kolozsvár, Képzőművészeti Szövetség Galériája, Diplomamunkák kiállítása
- 1976. Szatmárnémeti, Művészeti Múzeum, Megyei Tárlat
- 1976–1978. Szatmárnémeti, Képzőművészeti Szövetség Galéria, Tavaszi és Őszi Szalonok
- 1980–1986. Szövetkezeti kiállítások
- 1986. Bukarest, Nemzeti Színház, Művészetek Szalonja
- 1998. Kolozsvár, Gy. Szabó Béla Galéria
- 1998. Zsobok, III. Nemzetközi Alkotótábor kiállítása
- 2000–2010.  Kovászna, Gyárfás Jenő Városi Képtár, Csoma kiállítás
- 2000. Budapest, Erkel Színház aulája
- 2000–2008. aug., Tállya (Tokaj-hegyalja), Mailloth kastély
- 2000. Siklósi Várgaléria, Együtt a Kárpát-medencében
- 2001–2010. jan., Kolozsvár, Megyei Grafikai és Iparművészeti Tárlatok
- 2001. Dunakeszi, József Attila Művelődési Központ, Magyarság Galéria
- 2001. Óbudai Művelődési Központ, San Marco Galéria
- 2001. Budai Vár, a Magyar Kultúra Alapítvány Székháza, Régiók Millenniumi Találkozása a Képzőművészetben
- 2001–2010. Kolozsvár, Apáczai Galéria, EMME-tárlatok
- 2001. Székelyudvarhely, Pincegaléria
- 2001. Csíkszereda, Megyei Tanfelügyelőség díszterme
- 2001. Szováta, Teleki Oktatási Központ
- 2001–2009. Kolozsvár, Romulus Ladea Galéria
- 2002. Kolozsvár, Phoenix könyvesbolt, Világhírnév kirakatkiállítás
- 2002–2010 A Barabás Miklós Céh közös tárlatai
- 2003. Bakony–Balaton IX. Nemzetközi Alkotótábor
- 2003/2004/2006. Kolozsvár, Mátyás szülőház, Amici Amaryllis
- 2004.  Beszterce, EMKE Magyar Ház
- 2004/2005.Kolozsvár, a Református Kollégium díszterme
- 2005. Kolozsvár, Fehér Galéria
- 2005. Kolozsvár, Szépművészeti Múzeum, Bánffy-palota, Tíz éves a Zsoboki Alkotótábor
- 2008/2009. Budai Vár, MROE biennálé
- 2008. Kolozsvár, Protestáns Teológiai Intézet, Bethlen-terem, EMKES (Stockholm) és Házsongárd Alapítvány aukciós kiállítása
- 2008. Szabadka, Modern Galéria, Kisképek Vándorkiállítása
- 2008. Budai Ciszterci Szent Imre Gimnázium Aula-Galériája
- 2009. Zenta, Városi Múzeum
- 2009. Topolya (Szerbia), Art Gallery
- 2009. Bácskossuthfalva, 9+1 Művésztelep Alkotóháza
- 2009. Horgos, Bartók Béla Közműv. Egyesület kiállítóterme
- 2009. Kolozsvár, Reményik Sándor Galéria
- 2009. Székelyudvarhely, Református parókia, Szivárvány Gyermekotthon
- 2009. Kolozsvár, Tíz éves a Házsongárd Alapítvány
- 2009. Temesvár, Új Ezredév Református Központ

## Társasági tagság
- Barabás Miklós Céh
- Romániai Képzőművészek Szövetsége